# Populorum progressio

Populorum progressio (hrv. „Razvoj naroda”) je enciklika pape Pavla VI. proglašena 26. ožujka 1967. godine. Enciklika govori o razvoju naroda i kako ekonomija svijeta treba služiti čovječanstvu, a ne samo nekolicini.
Dotiče se niza načela katoličkog socijalnog učenja kao što su pravo na pravednu plaću, sigurnost zaposlenja, poštene i razumne uvjete rada, sindikalno udruživanje te univerzalno odredište resursa i dobara.

## Poveznice
- Socijalni nauk Katoličke Crkve

## Vanjske poveznice
- Centar za promicanje socijalnog nauka Crkve